# Gerhard Barkhorn
Gerhard „Gerd“ Barkhorn (20. května, 1919, Královec, Východní Prusko – 8. ledna, 1983) byl německý stíhací pilot a druhý nejúspěšnější stíhač všech dob po kolegovi Erichu Hartmannovi. Nalétal přes 1100 bojových letů a má potvrzeno 301 vítězství na východní frontě, kde sloužil u slavné Jagdgeschwader 52 spolu s Hartmannem a Rallem.

## Život

### Začátky
Do Luftwaffe vstoupil roku 1937 jako kadet (fahnenjunker) a pilotní výcvik začal v květnu 1938. Ten ukončil v roce 1939 a poté byl přeložen k JG 2. Prvních bojových letů se účastnil nad Belgií a Francií a poté nad Anglií, kde létal na stroji Messerschmitt Bf 109E a nad La Manchem byl dvakrát sestřelen. 1. srpna 1940 byl přidělen k JG 52, kde létal další nadějný pilot - Hans-Joachim Marseille.

### Východní fronta

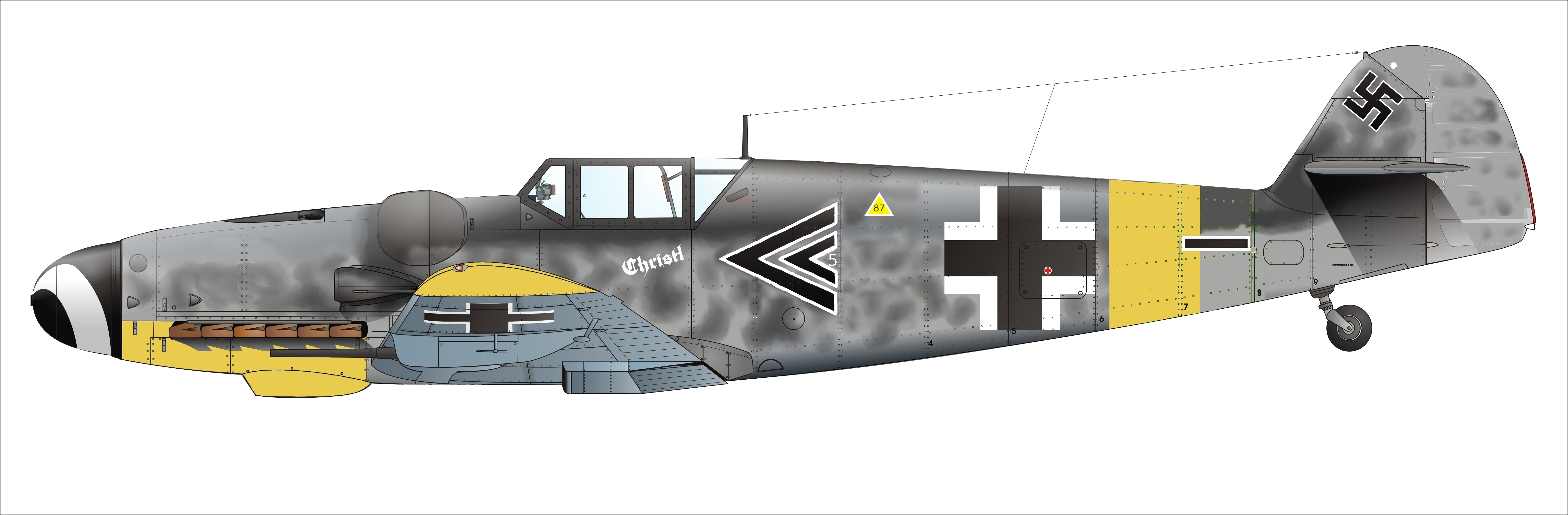
Barkhornův Messerschmitt Bf 109 G-6, Stab II/JG52, listopad 1943

V roce 1941 byla JG 52 přemístěna na východ, aby se podílela na Operaci Barbarossa. Nedlouho na to, 2. července 1941, Backhorn sestřelil při své 120 misi první sovětský letoun, bombardér DB-3. Do listopadu si připsal desáté vítězství a 11. listopadu byl povýšen na nadporučíka (Oberleutnant). Úspěšně pokračoval i v následujícím roce, 21. května 1942 byl jmenován do funkce Staffelkapitän u 4./JG 52 a 19. července 1942 dosáhl status leteckého esa poté, co v průběhu jediného dne sestřelil se svým Bf 109F 6 sovětských letadel. V průběhu července se mu podařilo sestřelit 30 letadel. Do 19. prosince jeho skóre vzrostlo na 100 vzdušných vítězství. Mezi jinými je mu připisován sestřel Hrdiny Sovětského svazu, poručíka Vasiljeva. 11. ledna 1943 byly Barkhornovi k Rytířskému kříži uděleny Dubové listy. V lednu 1943 jeho jednotka přešla na stroje Bf 109G-6.
1. září 1943 byl povýšen do hodnosti Hauptmann (kapitán)a pověřený vedením II./JG 52. 5. září v leteckých bojích sestřelil sovětské eso a hrdinu Sovětského svazu, N. F. Klepikova. II./JG 52 při těchto bojích ztratila eso Heinze Schmidta se 173 sestřely. 30. listopadu 1943 dosáhl Barkhorn 200 sestřelu.
V březnu 1944 mu bylo uděleno třetí nejvyšší vyznamenání německých ozbrojených sil: Rytířský kříž s dubovými listy a meči za jeho 250 vzdušných vítězství. 31. května 1944 byl napaden stroji Airacobra, když si při útoku na sovětské bombardéry nevšiml jejich stíhací ochrany. Jeho Bf 109G-6 byl těžce poškozen a sám byl raněn do paže a nohy. S poškozeným strojem se mu podařilo přeletět za linii fronty a nouzově přistát na vlastním území. Jeho zranění si však vyžádala čtyřměsíční hospitalizaci.
Přesto, že byl druhým nejúspěšnějším stíhacím pilotem Třetí říše, nebyly Barkhornovi nikdy k rytířským kříži uděleny diamanty ani poté, co 5. ledna 1945 dosáhl 300. sestřel.

### Obrana říše
16. ledna byl převelen k Jagdgeschwader 6, vybavenou stroji Focke-Wulf Fw 190D. Tato jednotka měla za úkol ochranu říše. Sám si však raději ponechal také svůj Bf 109G. JG 6 byla sestavena z bývalých pilotů těžkých stíhaček Bf 110. Při střetech s americkým letectvem jednotka utrpěla těžké ztráty a Barkhorn musel pro silné fyzické a psychické vypětí, které vyžadovalo odpočinek, z postu jejího velitele odejít. Poté mu Adolf Galland nabídl místo u elitní Jagdverband 44, která měla proudové Messerschmitty Me 262. Na západní frontě se mu s nimi však létalo hůře a žádné další vítězství si už nepřipsal. 21. dubna 1945, letěl svou poslední misi, když se blížil k formaci bombardérů, motor jeho letounu začal hořet a Barkhorn byl donucen nouzově přistát. Když se blížil k letišti, byl ještě napaden několika Mustangy a lehce zraněn. Byl zajat a v září roku 1945 propuštěn.
Gerhard Barkhorn má potvrzeno 301 vítězství během 1104 bojových misí. Z toho sestřelil 110 stíhaček Jakovlev, 87 letounů LaGG, 21 Il-2 a 12 dvoumotorových středních bombardérů. Sestřelen byl devětkrát, jednou vyskočil za letu padákem a třikrát byl zraněn.

### Poválečné období
Barkhorna po válce v květnu 1945 zajala vojska západních Spojenců. V průběhu roku však byl propuštěn. Od roku 1956 sloužil jako letec v západoněmecké Luftwaffe v jednotce JaboG 31 Boelcke do roku 1976, kdy odešel do důchodu.
6. ledna 1983 během silného sněžení na dálnici blízko Kolína nad Rýnem měl Barkhorn při cestě autem spolu se svou ženou Christl autonehodu. Jeho manželka zahynula na místě, Barkhorn zemřel o dva dny později v nemocnici. Oba jsou pohřbeni v bavorském Tegernsee na Durnbachově vojenském hřbitově.

## Vyznamenání
- Železný kříž, II. třída (23.10.1940)
- Železný kříž, I. třída (03.12.1940)
- Německý kříž , ve zlatě (21.08.1942)
- Rytířský kříž Železného kříže (23.08.1942)
- Rytířský kříž Železného kříže, s dubovou ratolesti, 175. držitel (11.01.1943)
- Rytířský kříž Železného kříže, s dubovou ratolesti a s meči, 52. držitel (02.03.1944)
- Odznak za zranění1939, černý
- Čestný pohár za zvláštní úspěchy v letecké válce[2]